# Jerome Courtland
Jerome Courtland, eigentlich Courtland Jourolmon (* 27. Dezember 1926 in Knoxville, Tennessee; † 1. März 2012 in Santa Clarita, Kalifornien) war ein US-amerikanischer Filmregisseur, Filmproduzent und Schauspieler. Bekannt war er vor allem durch seine Arbeiten für Walt Disney Productions in den 1970er Jahren.

## Leben und Schauspielkarriere
Courtland Jourolmon besuchte in seiner Heimatstadt die Knoxville High School.
Als 17-Jähriger erhielt er einen mehrjährigen Vertrag bei Columbia Pictures und nannte sich als Schauspieler in Hollywood-Filmen Jerome Courtland. Sein Leinwanddebüt gab er 1944 in der von Charles Vidor inszenierten Filmkomödie Modell wider Willen (Together Again) mit Irene Dunne und Charles Boyer. Dafür bekam er gute Kritiken. Es folgte die männliche Hauptrolle in Küsse und verschweig mir nichts! (Kiss and Tell, 1945) an der Seite des vormaligen Kinderstars Shirley Temple unter der Regie von Richard Wallace. Danach leistete er seinen Militärdienst, der noch in die Endphase des Zweiten Weltkriegs fiel. 1947 kam er nach Hollywood zurück und bekam die Hauptrollen in Make Believe Ballroom (1949) und When You’re Smiling (1950) – beide von Joseph Santley inszeniert – sowie in The Palomino (1950) unter der Regie von Ray Nazarro.
Größere Nebenrollen spielte er in zudem in den Western Der Richter von Colorado (The Man from Colorado, 1947) von Henry Levin und den Randolph-Scott-Vehikeln Treibsand (1949) – einem frühen Film von John Sturges – und Unsichtbare Gegner (1951) von Irving Pichel. Der 1,93 Meter große Jerome Courtland trat aber auch in Filmkomödien wie Die Männerfeindin (1950) mit Rosalind Russell, Ray Milland und Edmund Gwenn auf. 1951 trat er am Broadway neben den Marionetten von Bil Baird (Bil Baird’s Marionettes) in dem Musical Flahooley mit Musik von Sammy Fain und Liedtexten von E. Y. Harburg auf. Auch bei seiner Filmarbeit war er gelegentlich als Sänger zu hören.
Weitere Rollen hatte Jerome Courtland in den Kriegsfilmen Kesselschlacht (Battleground, 1949) unter der Regie von William A. Wellman und dem von Richard Brooks inszenierten Sprung auf, marsch, marsch! (Take the High Ground!, 1953).
Danach sah sich Courtland jedoch wie viele Hollywood-Stars zunehmend gezwungen, für das aufkommende Fernsehen zu arbeiten. Walt Disney gab ihm schließlich die Hauptrolle des „Andy Burnett“ in der 1957/1958 ausgestrahlten siebenteiligen Disneyland-Miniserie The Saga of Andy Burnett, die an den großen Erfolg von Davy Crockett anknüpfen sollte, was jedoch nicht gelang. Für die Disney-Studios trat Courtland noch in dem Western Sie nannten ihn Komantsche (Tonka, 1958) auf und übernahm den Part des Erzählers in dem Animationsfilm Noah’s Ark (1959). In ähnlicher Form war er an dem Disneyland-Fernsehfilm Rusty and the Falcon (1958) beteiligt. Längerfristige Verträge mit dem Studio ergaben sich dadurch jedoch nicht.
Ab Ende der 1950er Jahre arbeitete Jerome Courtland für einige Jahre auf dem europäischen Festland. Er übernahm die Hauptrolle des Leif Eriksson in der prominent besetzten Fernsehserie Tales of the Vikings, die im Gefolge des Kinofilms Die Wikinger (The Vikings, 1958) in Deutschland gedreht und 1959/1960 ausgestrahlt wurde. In der Folge trat Courtland auch in zwei deutschen Musikkomödien auf: In O sole mio (1960) spielte er neben Senta Berger die Hauptrolle an der Seite bekannter deutscher Komödianten wie Trude Herr und Gunther Philipp, und in Café Oriental (1962), in dem Courtland auch selbst zwei Lieder sang, war Elke Sommer seine Filmpartnerin. Trude Herr war darin ebenfalls mit von der Partie, unterstützt durch Bill Ramsey. In dem französisch-italienischen Piratenfilm Piratenkapitän Mary (Le avventure di Mary Read), 1961 von Umberto Lenzi inszeniert, hatte er ebenfalls eine Hauptrolle.
Während aber US-Kollegen wie Steve Reeves, Clint Eastwood oder Lee van Cleef über den Umweg Europa der Durchbruch als internationale Stars glückte, gelang dies Jerome Courtland nicht und er kehrte in die USA zurück. Die 1965 herausgebrachten Filme Schwarze Sporen (Black Spurs) und The Restless Ones bedeuteten für viele Jahre seine letzten Auftritte vor der Kamera.

## Produzent und Regisseur
Jerome Courtland beschloss, hinter die Kamera zu wechseln und sich als Produzent und Regisseur zu versuchen. Um das Produzentenhandwerk zu erlernen, arbeitete er wieder für die Disney-Studios, wo er 1966/1967 als Assistenz des Produzenten an der Disneyland-Serie Gallegher Goes West sowie dem Kinofilm Vierzig Draufgänger (Follow Me, Boys!, 1966) mitwirkte. Danach verließ er das Studio für einige Jahre, um für die Produktionsfirma Screen Gems unter anderem von 1968 bis 1970 bei zehn Folgen der Fernsehserie The Flying Nun mit Sally Field in der Titelrolle Regie zu führen und den Fernsehfilm Gidget Grows Up (1969) zu produzieren.
Ab 1972 begann dann seine eigentliche Karriere bei den Walt-Disney-Studios, die eine gute Dekade andauerte. Seine wohl bekanntesten Regiearbeiten sind der Tierfilm Die Flucht des Pumas (Run, Cougar, Run, 1972) und der Fernsehfilm Schnee über den Wolken (The Sky Trap, 1979), der sich – für einen Disney-Film jener Zeit eher ungewöhnlich – mit dem Thema Drogenschmuggel befasste. Als seine erfolgreichsten Filme als Produzent erwiesen sich Die Flucht zum Hexenberg (Escape to Witch Mountain, 1975) und dessen Fortsetzung Der Sieg der Sternenkinder (Return from Witch Mountain, 1978) sowie das von Don Chaffey inszenierte Fantasy-Musical Elliot, das Schmunzelmonster (Pete’s Dragon, 1977). Mit Chaffey hatte Courtland bereits 1975 an der Literaturverfilmung Mein wildes Pony (Ride a Wild Pony) und 1977 an Born to Run gearbeitet, die beide in Australien gedreht wurden. Nach den beiden von ihm produzierten und 1981 herausgebrachten Kinofilmen Zum Teufel mit Max (The Devil and Max Devlin) und Amy – Die Stunde der Wahrheit (Amy) endete seine Tätigkeit bei den Disney-Studios.
Courtland wechselte daraufhin als Regisseur zum Fernsehen und inszenierte zahlreiche Folgen so erfolgreicher Seifenopern wie Der Denver-Clan (Dynasty), Falcon Crest (Falcon Crest) und Unter der Sonne Kaliforniens (Knots Landing). In letztgenannter Serie trat er 1992 in einer Nebenrolle auch nochmals vor der Kamera auf, bevor er sich 1993 in den Ruhestand zurückzog.
Privatleben
Von 1954 bis 1955 war Jerome Courtland kurzzeitig mit seiner ebenfalls aus Knoxville stammenden Schauspieler-Kollegin Polly Bergen verheiratet.

## Filmografie

### Darsteller
- 1944: Modell wider Willen (Together Again)
- 1945: Küsse und verschweig mir nichts! (Kiss and Tell)
- 1948: Der Richter von Colorado (The Man from Colorado)
- 1949: Treibsand (The Walking Hills)
- 1949: Tokio-Joe (Tokyo Joe)
- 1949: Kesselschlacht (Battleground)
- 1950: Die Männerfeindin (A Woman of Distinction)
- 1950: The Palomino
- 1950: When You’re Smiling
- 1951: Unsichtbare Gegner (Santa Fe)
- 1951: Grenzpolizei in Texas (The Texas Rangers)
- 1951: Sunny Side of the Street
- 1951: Strandräuber in Florida (The Barefoot Mailman)
- 1952: Zwei räumen auf (Cripple Creek)
- 1953: Sprung auf, marsch, marsch! (Take the High Ground!)
- 1954: The Bamboo Prison
- 1957–1958: Disneyland: The Saga of Andy Burnett (Fernsehserie, sieben Folgen)
- 1958: Sie nannten ihn Komantsche (Tonka)
- 1959: Noah’s Ark (Sprechrolle)
- 1959–1960: Tales of the Vikings (Fernsehserie)
- 1960: O sole mio
- 1961: Piratenkapitän Mary (Le avventure di Mary Read)
- 1962: Café Oriental
- 1962: Tharus, Sohn des Attila (Tharus figlio di Attila)
- 1965: Schwarze Sporen (Black Spurs)
- 1965: The Restless Ones
- 1992: Unter der Sonne Kaliforniens (Knots Landing) (Fernsehserie, zwei Folgen)

### Regisseur
- 1968–1970: The Flying Nun (Fernsehserie, zehn Folgen[6])
- 1972: Die Flucht des Pumas (Run, Cougar, Run)
- 1974: Hog Wild (Fernsehserie)
- 1974: Die Jagd nach den gestohlenen Diamanten (Diamonds on Wheels) (Fernsehfilm)
- 1979: Schnee über den Wolken (The Sky Trap) (Fernsehfilm)
- 1981–1986: Der Denver-Clan (Dynasty) (Fernsehserie, 24 Folgen)
- 1982–1986: Love Boat (The Love Boat) (Fernsehserie, neun Folgen)
- 1983–1987: Hotel (Fernsehserie, elf Folgen)
- 1985–1986: Die Colbys – Das Imperium (Fernsehserie, drei Episoden)
- 1988–1990: Falcon Crest (Fernsehserie, zwölf Folgen)
- 1988–1993: Unter der Sonne Kaliforniens (Knots Landing) (Fernsehserie, 16 Folgen)
- 1989: Dr. Kulani – Arzt auf Hawaii (Island Son) (Fernsehserie)

### Produzent
- 1969: Gidget Grows Up (Fernsehfilm)
- 1972: Movin’ On (Fernsehfilm)
- 1974: Hog Wild – Koproduzent (Fernsehfilm)
- 1975: Die Flucht zum Hexenberg (Escape to Witch Mountain)
- 1975: Mein wildes Pony (Ride a Wild Pony)
- 1977: Harness Fever; auch: Born to Run (Fernsehfilm)
- 1977: Elliot, das Schmunzelmonster (Pete’s Dragon) – Koproduzent
- 1978: The Million Dollar Dixie Deliverance (Fernsehfilm)
- 1978: Der Sieg der Sternenkinder (Return from Witch Mountain)
- 1978: The Young Runaways (Fernsehfilm)
- 1979: Schnee über den Wolken (The Sky Trap) (Fernsehfilm)
- 1980: The Ghosts of Buxley Hall (Fernsehfilm)
- 1981: Zum Teufel mit Max (The Devil and Max Devlin)
- 1981: Amy – Die Stunde der Wahrheit (Amy)